# Afinho
Adolpho Krüger Pereira, conhecido esportivamente como Afinho (Paranaguá, 11 de julho de 1926 — Curitiba, 26 de agosto de 2016), foi um futebolista e desembargador brasileiro. Afinho foi artilheiro e um dos ídolos do Clube Atlético Ferroviário.

## Carreira

### Esportista
Iniciou a carreira no Sociedade Educação Física Juventus e participou do Campeonato Paranaense de Futebol de 1947. Em 1948, transferiu-se para o Atlético Ferroviário, mantendo-se no clube até 1955. Neste período, salvo o ano de 1951, quando abriu mão por um ano da carreira para dedicar-se a graduação de Direito, foi artilheiro do clube em todos os campeonatos que participou; foi o artilheiro do Campeonato Paranaense de 1952 e foi tricampeão paranaense (1948, 1950 e 1953). Também foi vice-campeão em 1949 e 1955.
Em 1955, depois do término do campeonato, transferiu-se para o Clube Atlético Paranaense para jogar algumas partidas amistosas pelo rubro negro. Ao término do ano, aposentou-se dos gramados.

### Desembargador
Graduou-se em Direito no ano de 1953 pela Universidade Federal do Paraná. Em 1959, assumiu o cargo de juiz substituto na cidade de Londrina. Após circular por vários comarcas do Paraná como juiz substituto, em 1962 assumiu o cargo de juiz de direito (titular) na cidade de Joaquim Távora para atender várias comarcas. No período de 1963 a 1967, foi promovida a juiz de 2ª instância e 3ª instância, circulando em várias comarcas paranaenses.
Em 1974, foi promovido como juiz de último instância na comarca de Curitiba e em dezembro de 1979, foi nomeado juiz do Tribunal de Alçada. Em 11 de novembro 1985 foi nomeado para o cargo de desembargador do Tribunal de Justiça do Paraná. Como desembargador, exerceu o cargo de presidente do Tribunal Regional Eleitoral do Paraná na gestão de 1992 a 1994.

## Morte
Adolpho Pereira aposentou-se do cargo de desembargado em agosto de 1996 e exatos 20 anos depois, em 26 de agosto de 2016, morreu na cidade de Curitiba. aos 90 anos de idade.

## Títulos
Clube Atlético Ferroviário
- Campeonato Paranaense: 1948, 1950 e 1953

### Destaques
Clube Atlético Ferroviário
- Vice-campeão do Campeonato Paranaense de Futebol: 1949 e 1955